# Kathleen Hanna
Kathleen Hanna, född 12 november 1968 i Portland, Oregon, är en amerikansk sångare, låtskrivare, skribent och feministisk aktivist. Hon var med och grundade och sjöng i Bikini Kill 1990–1997, som var en del av  riot grrrl-rörelsen, och i electro-bandet Le Tigre som hon lämnade 2004. 1998 släppte hon ett soloalbum under namnet Julie Ruin och är sedan 2010 medgrundare och sångerska i bandet The Julie Ruin.
2005 fick Hanna borelia, vilket ledde till att hon inte orkade arbeta under en längre period och slutade med musiken. Orsaken som inte tidigare varit offentligt känd förklarades för första gången i Sini Andersons dokumentär The Punk Singer (2013) som skildrar Kathleen Hannas liv.
Hon är sedan 2006 gift med Adam Horovitz från Beastie Boys.

## Biografi

### Uppväxt
Kathleen Hanna föddes i Portland, Oregon 1968. Hennes mor var hemmafru och hennes far hade olika arbeten, vilket också ledde till att familjen flyttade runt en del.
Hennes intresse för feminism väcktes när hon som nioåring tillsammans med sin mor lyssnade på ett tal av Gloria Steinem.

### Utbildning
Kathleen Hannas skolgång var besvärlig och hon beskriver själv att hon var främst intresserad av att gå på punk och reggae-spelningar, dricka alkohol och röka gräs.
Hanna fortsatte att utbilda sig och började studera fotografi på The Evergreen State College i Olympia, Washington. Här gjorde hon bland annat en utställning om sexism men den togs ner av skolan bara efter ett par dagar. Som svar på detta startade Hanna och ett par av hennes kompisar en egen konstutställning som de kallade Reko Muse. 

## Musiken
Tillsammans med Heidi Arbogast och Tammy Rae Carland, två andra grundare av Reko Muse, startade hon bandet Amy Carter som spelade innan utställningarna på Reko Muse.
Efter tiden med Amy Carter startade Hanna bandet Viva Knievel som bland annat var ute på en två månaders turné i norra USA.
År 2004 medverkade hon på albumet American Idiot av Green Day, där hon sjunger introt till låten Letterbomb.

### Bikini Kill
Huvudartikel: Bikini Kill
År 1990 bildade hon Bikini Kill tillsammans med Kathi Wilcox, Billy Karren och fanzine-skribenten Tobi Vail. De var engagerade i kvinnofrågor vilket de visade såväl i deras texter som i media. Bikini Kill räknas som en av förgrundsgestalterna i 1990-talets riot grrrl-rörelse. Bandet splittrades åtta år senare.

### Le Tigre
Huvudartikel: Le Tigre
Under en turné med Hannas soloprojekt Julie Ruin 1998 bildade hon bandet Le Tigre tillsammans med Johanna Fateman och Sadie Benning. Bandet som hann släppa tre album innan Hanna 2004 slutade, ligger för närvarande på is och har aldrig officiellt upplösts.

### The Julie Ruin
Huvudartikel: The Julie Ruin
Bandet startades 2010 av Hanna som en vidareutveckling av soloprojektet Julie Ruin tillsammans med bland annat Kathi Wilcox från Bikini Kill. Bandet släppte sitt första album ”Run Fast” 2013.